# 南京古生物博物馆
32°03′39.61″N 118°47′23.81″E / 32.0610028°N 118.7899472°E

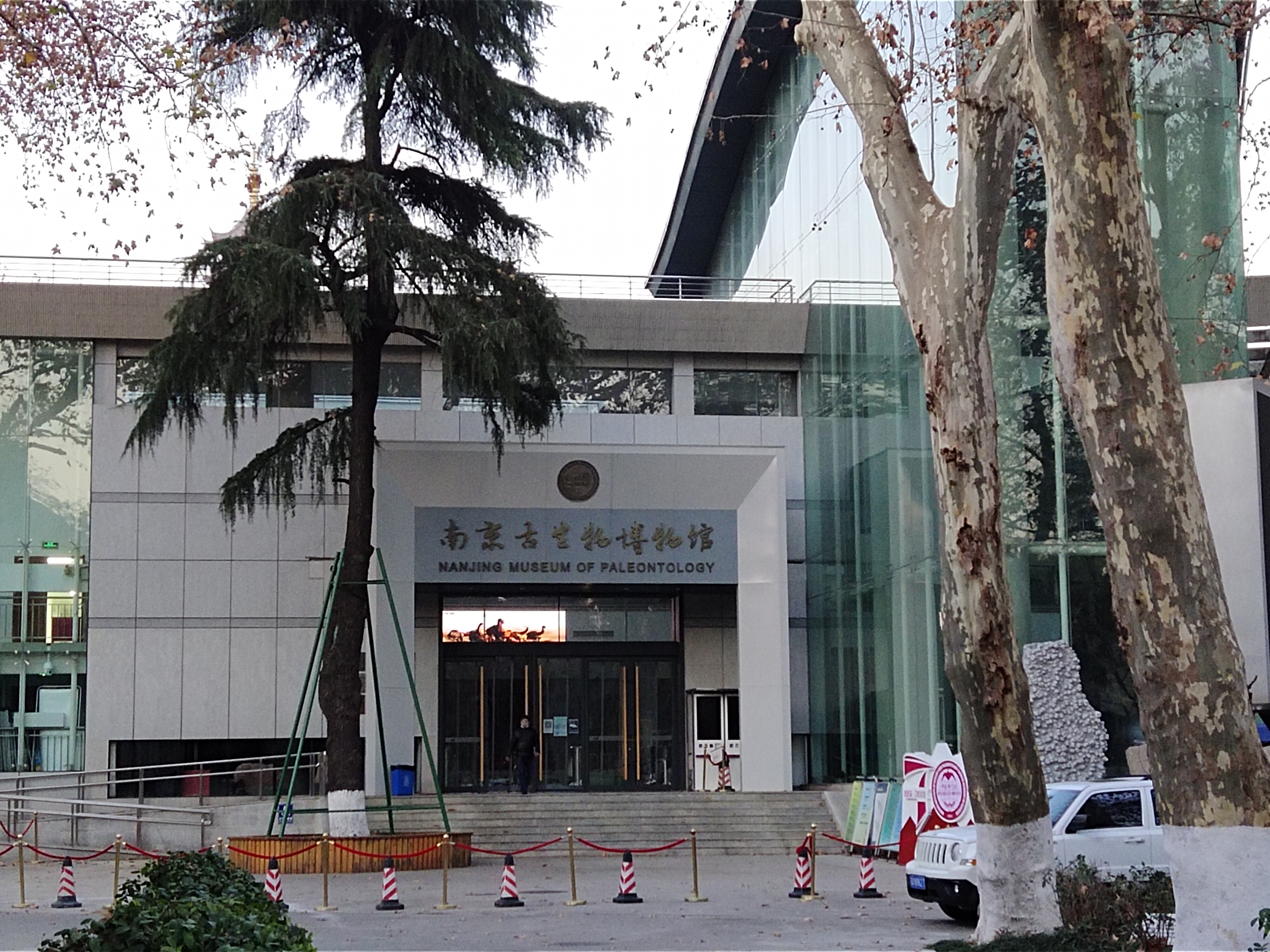

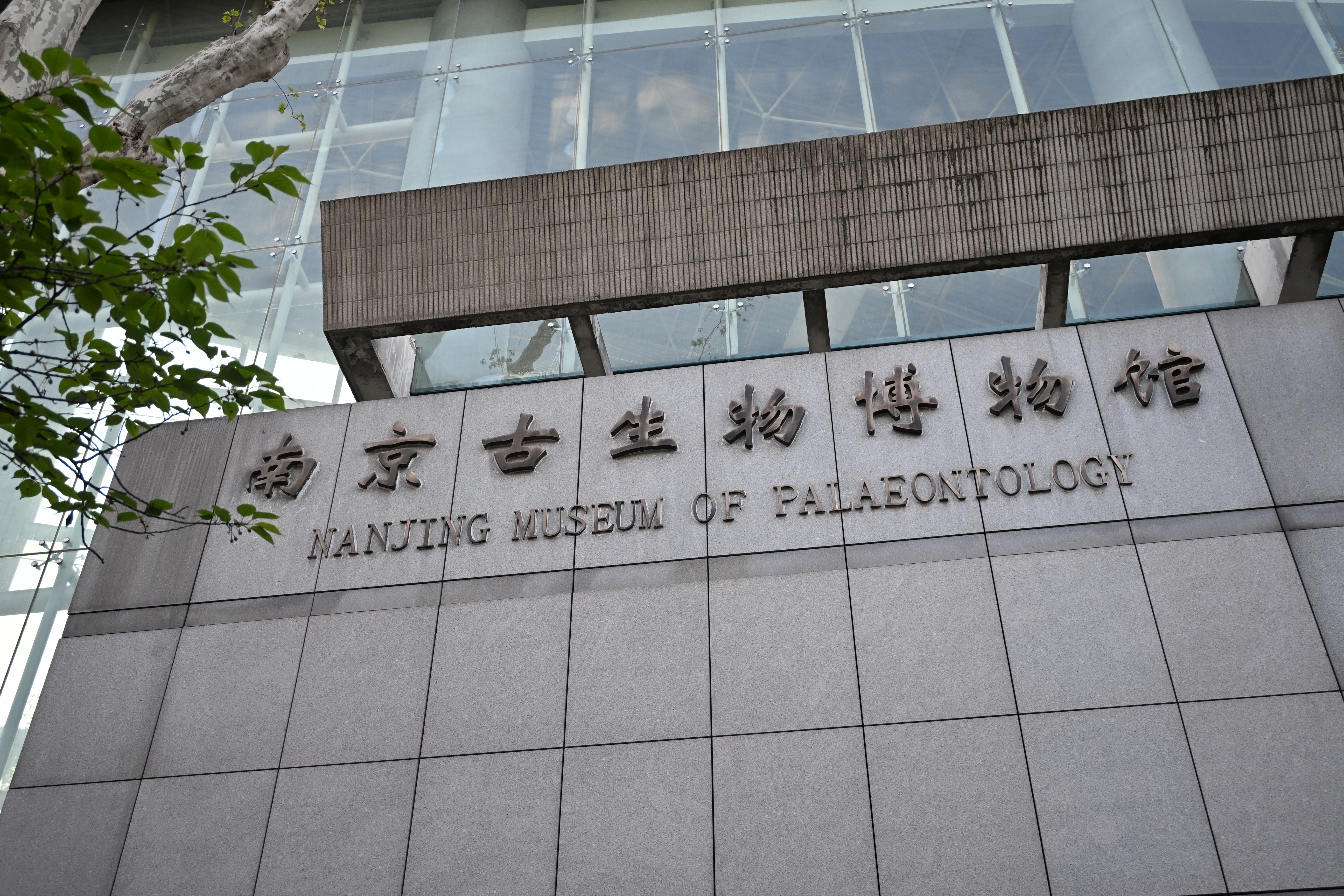
南京古生物博物馆壁题字

南京古生物博物馆位于南京钦天山南麓鸡鸣寺风景区内。

## 历史
依托南京地质古生物研究所，由中国科学院和江苏省于2001年联合筹建，2004年底建成后对外开放。南京古生物博物馆是以展示无脊椎动物、古植物和微体古生物为主，集展览、收藏、研究和教育为一体的博物馆。总建筑面积8500平方米，展区面积近4200平方米，是目前世界上最大的古生物专业博物馆。